# Ханс Фугер фон Кирхберг-Вайсенхорн
Ханс (Йохан) Фугер (на немски: Hans (Johann, Johannes) Fugger; * 4 септември 1531 в Аугсбург; † 19 април 1598) е търговец, фрайхер на Фугер от линията „от Лилията“ (фон дер Лилие) и господар на Кирхберг-Вайсенхорн, Кирххайм-Гльот, Микхаузен, Щетенфелс и Шмихен в Бавария. Да не се бърка с основателя на рода Ханс Фугер († ок. 1408/1409).
Той е вторият син на банкера Антон Фугер (1493 – 1560), граф на Кирхберг-Вайсенхорн, и съпругата му Анна Релингер фон Боргау (1511 – 1548), дъщеря на Ханс 'Стари' Релингер (1483 – 1553) и Анна Дитенхаймер (1486 – 1563). Внук е на Георг Фугер (1453 – 1506) и Регина Имхоф (1465/1468 – 1526).
Както братята му Маркус Фугер (1529 – 1597), Хиеронимус (1533 – 1573) и Якоб (1542 – 1598) Ханс Фугер получава търговско, културно и философско образование. Той работи цял живот във фирмата на фамилията в Нидерландия, Испания и в родния Аугсбург. След смъртта на баща му 1560 г. той управлява заедно с братята си търговската фирма. През 1573 г. братята си разделят цялата собственост.
След смъртта на брат му Маркус Фугер 1597 г. той става шеф на цялата търговска фирма Фугер. Ханс Фугер е мецен на изкуството. Кореспонденцията му е запазена. Погребан е в Кирххайм в Швабия.

## Фамилия
Ханс Фугер се жени 1560 г. за фрайин Елизабет Нотхафт фон Вайсенщайн († 16 юли 1582), дъщеря на Себастиан Нотхафт фон
Боденщайн († сл. 1564) и Фелицитас фон Паумгартен. Те имат пет деца:
- Маркс Фугер фон Кирхберг-Вайсенхорн (1564 – 1614), граф на Фугер и господар на Кирхберг-Вайсенхорн
- Кристоф Фугер фон Кирхберг-Вайсенхорн (1566 – 1615), господар на Кирххайм-Гльот
- Якоб Фугер (1567 – 1626), епископ на Констанц (1604 – 1626)
- Мария Якобея (1562 – 1588), омъжена 1579 г. за Октавиан Секундус Фугер († 1600), син на граф Георг Фугер фон Кирхберг и Вайсенхорн (1518 – 1569/1579) и Урсула фон Лихтенщайн
- Анна Мария (1563 – 1592), омъжена I. на 23 ноември 1579 г. в Аугсбург за фрайхер Филип фон Рехберг († 1587), II. на 11 юли 1588 г. за фрайхер Конрад XI фон Бемелберг († 1618)

- Два герба на графовете Фугер (1530)
- Герб на Фугер фон дер Лилие (1545/49)
- Дворецът Фугер в Кирххайм в Швабия 17 век
- Градският палат Фугер в Аугсбург
- Ханс Фугер